# Серебрище
Серебри́ще (бел. Серабрышча) — деревня в Барановичском районе Брестской области Белоруссии. Входит в состав Полонковского сельсовета. Население — 45 человек (2019).

## География
Деревня расположена неподалёку от границы с Дятловским районом Гродненской области, в 38 км по автодорогам к северо-западу от города Барановичи и в 16 км по автодорогам к северо-северо-западу от центра сельсовета, деревни Полонка. К югу от деревни протекает река Исса. К северу находится кладбище. В 2000-х годах была закрыта молочно-товарная ферма к северу от деревни.

## История
Обозначена на карте Шуберта первой половины XIX века как деревня с 25 дворами.
В начале XX века — деревня Люшневской волости Слонимского уезда Гродненской губернии.
С 1921 года в составе межвоенной Польши, в гмине Молчадь Слонимского, с 1926 года Барановичского повета Новогрудского воеводства. По переписи 1921 года в деревне проживало 337 человек (152 мужчины, 185 женщин) в 58 жилых зданиях, из них 175 белорусов и 162 поляка (по вероисповеданию — 220 православных, 102 римских католика и 15 иудеев).
К началу Второй мировой войны в деревне было 63 двора.
С 1939 года в составе БССР. С 15 января 1940 года в Новомышском районе Барановичской, с 8 января 1954 года Брестской областей. 8 апреля 1957 года район переименован в Барановичский.
С конца июня 1941 до июля 1944 года была оккупирована немецко-фашистскими захватчиками. На фронтах войны погибло 24 сельчанина.
С 1940 по 1962 год деревня входила в состав Люшневского сельсовета, затем до 1985 года — в составе Перховичского сельсовета. До недавнего времени действовал магазин.

## Население
По состоянию на 1 января 2023 года в деревне проживало 45 человек в 20 хозяйствах, в том числе 6 моложе трудоспособного возраста, 28 — в трудоспособном возрасте и 11 — старше трудоспособного возраста.
| Численность населения (по переписи) | Численность населения (по переписи) | Численность населения (по переписи) | Численность населения (по переписи) | Численность населения (по переписи) | Численность населения (по переписи) |
| 1905                                | 1921                                | 1959                                | 1999                                | 2009                                | 2019                                |
| ----------------------------------- | ----------------------------------- | ----------------------------------- | ----------------------------------- | ----------------------------------- | ----------------------------------- |
| 451                                 | ↘337                                | ↗415                                | ↘126                                | ↘74                                 | ↘45                                 |